# Pachydissus natalensis
Pachydissus natalensis là một loài bọ cánh cứng trong họ Cerambycidae.